# 舒氏黄花石蒜
舒氏黄花石蒜（学名：Sternbergia schubertii）为黄花石蒜属下的一种，其仅有一个标本于1839年的土耳其伊兹密尔采集。